# دارين هولدن
دارين هولدن (بالإنجليزية: Darren Holden)‏ هو لاعب كرة قدم جنوب أفريقي، ولد في 27 أغسطس 1993 في كروجرزدروب ‏ في جنوب أفريقيا. لعب مع نادي روس كاونتي ونادي هارتلبول يونايتد.

## وصلات خارجية
- دارين هولدن على موقع قاعدة بيانات كرة القدم.إي يو (الإنجليزية)
- دارين هولدن على موقع Soccerway.com (الإنجليزية)